# パンチャーランクリッチ
パンチャーランクリッチ（タミル語：பாஞ்சாலங்குறிச்சி,　英語：Panchalankurichi）は、インドのタミル・ナードゥ州、ティルネルヴェーリ県の村。

## 歴史
パーライヤッカーラルのアーディ・カッタボンマンはアラヒヤ・ヴィーラパーンディヤプラムに代わるパンチャーランクリッチの砦を築いた。
1799年、ヴィーラ・パーンディヤ・カッタボンマンがここを拠点に激しい反英闘争を繰り広げた（ポリガール戦争）